# .cw
Pour les articles homonymes, voir CW.

.cw est le domaine de premier niveau national (country code top-level domain : ccTLD) réservé à Curaçao. Il a été créé à la suite de la décision du 15 décembre 2010 par l'ISO 3166 Maintenance Agency d'allouer CW comme code ISO 3166-1 alpha-2 à Curaçao. Cette décision suit le changement de statut de Curaçao qui devient État autonome à part entière au sein du royaume des Pays-Bas le 10 octobre. L'Université de Curaçao (en), qui gérait déjà l'extension .an, devient l'organisation responsable du domaine. L'attribution de noms de domaine en .cw est devenue possible le 1er février 2012.
En 2013 de nombreux sites Internet de Curaçao utilisent toujours l'ancien code des Antilles néerlandaises, .an. Les domaines en .an peuvent changer en .sx (Saint-Martin) ou .cw en fonction de leur localisation.